# Streptocarpus monophyllus
Streptocarpus monophyllus là một loài thực vật có hoa trong họ Tai voi. Loài này được Welw. miêu tả khoa học đầu tiên năm 1861.